# Dermot Nally
Dermot Nally (Cork, 5 oktober 1980) is een Iers wielrenner.

## Overwinningen
2002
- Iers kampioen op de weg, Beloften

2004
- 3e etappe FBD Insurance Rás

## Overige uitslagen
2005
- 3e Vuelta a Extremadura, Stage 5 : Badajoz - Badajoz

- 2e 	Vuelta a Navarra, Stage 6 : Lesaka - Pamplona

## Tourdeelnames
geen